# CRRC TEG6190
De CRRC TEG6190 of CRRC K18 is een elektrisch aangedreven bustype van het Chinese concern CRRC Corporation. Binnen Europa wordt het model verkocht door het bedrijf YES-EU, onder de naam YES-EU EU18.

## Inzet
In Litouwen rijden sinds 2023 13 bussen rond van de type TEG6190BEV in Klaipėda bij Klaipėdos paslaugos, onder de naam YES-EU EU18. Op 9 oktober werd bekendgemaakt dat Dakar Mobility 121 bussen heeft besteld voor hun HOV-netwerk.
| Bedrijf             | Aantal   | Status    | Series    | Inzet    | Opmerkingen |
| Litouwen            | Litouwen | Litouwen  | Litouwen  | Litouwen | Litouwen    |
| ------------------- | -------- | --------- | --------- | -------- | ----------- |
| Klaipėdos paslaugos | 13       | In dienst | 250 - 262 | Klaipėda |             |
| Senegal             |          |           |           |          |             |
| Dakar Mobility      | 121      | In dienst |           | Dakar    |             |